# Au Pair Girls
Au Pair Girls är en brittisk komedifilm från 1972, i regi av Val Guest.

## Handling
Fyra unga flickor anställs som au pair-flickor i England. Det visar sig att engelsmännen inte alltid är så traditionella som enligt fördomarna, och flickorna förförs snart av engelsmännen.

## Rollista
- Astrid Frank.....Anita Sector
- Johnny Briggs.....Malcolm
- Gabrielle Drake.....Randi Lindstrom
- Me Me Lay.....Nan Lee
- Nancie Wait.....Christina Geisler
- Joyce Heron.....Mrs. Stevenson
- Daphne Anderson.....Mrs. Howard
- Geoffrey Bayldon.....Mr. Howard
- Roger Avon.....Rathbone
- Rosalie Crutchley.....Lady Tryke
- Harold Bennett.....Lord Tryke
- Julian Barnes.....Rupert
- John Le Mesurier.....Mr. Wainwright
- Richard O'Sullivan.....Stephen
- Ferdy Mayne.....Sheik El Abab

## Om filmen
Filmen hade Sverigepremiär den 7 februari 1978.

### Fotnoter
1. ↑  ”Val Guest” (på engelska). Independent. 15 maj 2006. http://www.independent.co.uk/news/obituaries/val-guest-478294.html. Läst 25 september 2016.
2. ↑  ”Au Pair Girls”. Svensk filmdatabas. 7 februari 1972. http://www.sfi.se/sv/svensk-filmdatabas/Item/?itemid=5072&type=MOVIE&iv=Basic&ref=/templates/SwedishFilmSearchResult.aspx?id%3d1225%26epslanguage%3dsv%26searchword%3dau+pair+girls%26type%3dMovieTitle%26match%3dIdentical%26page%3d1%26prom%3dFalse. Läst 13 mars 2012.